# SEF Torres 1903
Die Società Educazione Fisica Torres 1903 ist ein italienischer Fußballverein aus dem auf Sardinien liegenden Sassari. Er ist vor allem für seine Frauenfußballmannschaft bekannt, diese ist mit sieben Meistertitel der Rekordmeister Italiens und gewann acht Mal die Coppa Italia.

## Geschichte
SEF Torres 1903 gründete sich im April 1903. In den 1930er Jahren reüssierte die Männerfußballmannschaft erstmals mehrere Jahre in der Drittklassigkeit, konnte sich aber trotz mehrjähriger Aufenthalte in der Serie C und der Serie C1 nie dauerhaft überregional durchsetzen. Unter den bekanntesten Spieler des Klubs, die sich nach ihrer Zeit beim Klub höherklassig bzw. international einen Namen machten, finden sich die italienischen Nationalspieler Gianfranco Zola und Antonio Langella.
1980 gründete sich die Frauenfußballmannschaft als ACF Delco Costruzioni und nannte sich später in CUS Sassari um. Unter diesem Namen stieg die Mannschaft 1989 in die Serie B und ein Jahr später in die Serie A auf. Angeführt von Carolina Morace, die in 30 Saisonspielen 33 Saisontore erzielt hatte, gewann der mittlerweile als SS Torres FoS antretende Verein 1994 erstmals den Meistertitel in Italien. Bereits 1991 hatte er den Landespokal gewonnen, 1995 wiederholte er den Erfolg.
Nach einer mehrjährigen Durststrecke meldete sich der Klub in der Spielzeit 1999/2000 an der Ligaspitze zurück und gewann das Double aus Meisterschaft und Pokal. Nach Saisonende benannte sich der Klub in Torres Terra Sarda um. Unter diesem Namen verteidigte die Mannschaft beide Titel und war bei der erstmaligen Austragung eines Europapokals für Frauenmannschaften im Rahmen der UEFA Women’s Cup 2001/02 der erste Vertreter Italiens – als Tabellenzweiter hinter HJK Helsinki schied man jedoch in der Gruppenphase aus. In den folgenden Jahren stand die Mannschaft jeweils unter den besten vier Mannschaften Italiens, errang aber nur drei Pokalsiege. Dabei trat sie ab 2005 als Eurospin Torres und ab 2007 als ASD Torres Calcio an.
Ab der Spielzeit 2009/10 dominierte der Verein die italienische Meisterschaft mit vier Titeln in Serie und entthronte dabei den fünffachen Meister Lazio Rom als Rekordmeister. Damit war er auch regelmäßig in der UEFA Women’s Champions League vertreten, wo er zweimal das Viertelfinale erreichte. Nach der Vizemeisterschaft 2014 schloss sich der Verein SEF Torres 1903 an.